# توم ويستون
توم ويستون (بالإنجليزية: Thomas Crowley Weston)‏ هو قاضي نيوزيلندي، ولد في 1958.